# Aisne (departement)
Aisne je francouzský departement ležící v regionu Hauts-de-France. Název pochází od řeky Aisne. Hlavní město je Laon.

## Geografie

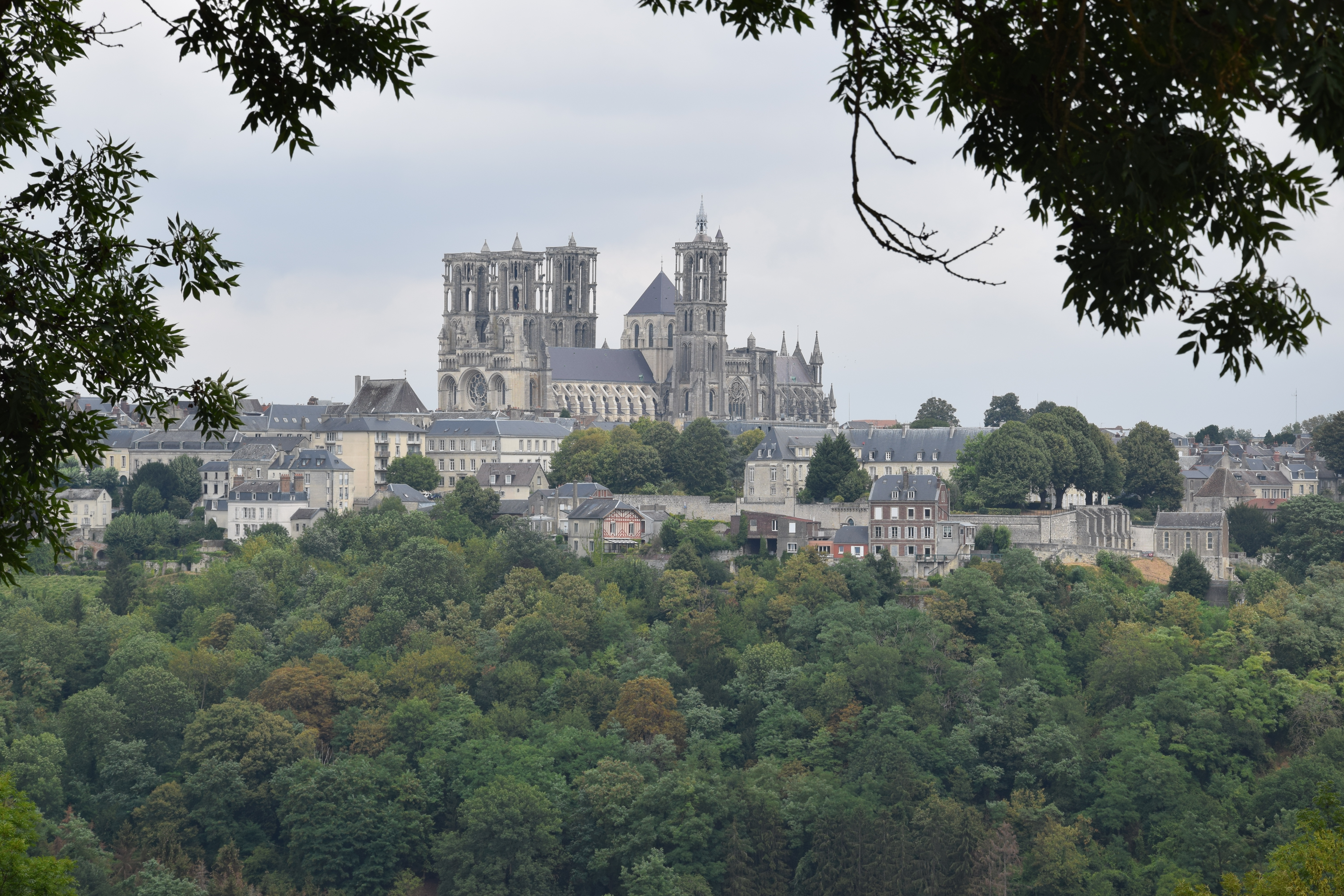
Laon

## Nejvýznamnější města
- Laon, obyv. 26 000 (hl. město)
- Saint-Quentin, obyv. 60 000
- Soissons, obyv. 30 000
- Château-Thierry
- Tergnier, obyv. 15 000

## Administrativní rozdělení
| Arrondissement  | Počet obyvatel (2012) | Rozloha (km²) | Hustota zalidnění | Počet kantonů | Počet obcí |
| --------------- | --------------------- | ------------- | ----------------- | ------------- | ---------- |
| Château-Thierry | 72 638                | 1193          | 61                | 4             | 123        |
| Laon            | 166 248               | 2461          | 68                | 9             | 278        |
| Saint-Quentin   | 131 621               | 1071          | 123               | 5             | 126        |
| Soissons        | 103 510               | 1243          | 83                | 5             | 159        |
| Vervins         | 66 871                | 1401          | 48                | 4             | 130        |